# 五諸侯增四
后髮座25，又名BD+17 2504，HD 109742、SAO 100176、HR 4801，是后髮座的一颗恒星，视星等为5.68，位于銀經283.77，銀緯79.42，其B1900.0坐标为赤經12h 31m 57.4s，赤緯+17° 79.42′ 26″。